# Symphonie no 2 de Tournemire
Pour les articles homonymes, voir Symphonie no 2.
La Symphonie no 2, dite Ouessant, opus 36, est une œuvre de Charles Tournemire composée entre 1908 et 1909 et créée le 3 avril 1909 dans la salle Gaveau à Paris.

## Présentation
Elle comprend trois mouvements (tonalité générale : si majeur) et marque, dans le genre symphonique, l'entrée du compositeur dans sa maturité artistique. Durant les huit années qui séparent cette œuvre de son premier essai symphonique (symphonie nº 1 titrée romantique), le compositeur a parfait sa science de l'orchestration en s'inspirant aussi bien de la tradition française, à travers Hector Berlioz et son maître César Franck, que des nouveautés allemandes avec l'héritage de Richard Wagner en la matière. 
L'île d'Ouessant et ses paysages marins ont été présentés par Charles Tournemire comme la source d'inspiration de sa symphonie, indiquant : « cette œuvre a été inspirée par le fantastique d'Ouessant. Elle tend à la glorification de l'Éternel ». Il passait en effet chaque été, avec son épouse, sur les côtes bretonnes, et faisait preuve d'un panceltisme propre à son époque et son milieu.

## Structure de l'œuvre
La symphonie est en trois mouvements et dure environ cinquante minutes :
1. Prélude : très modéré - allegro moderato
2. Très calme
3. Choral : allegro

## Création
La symphonie est créée le 3 avril 1909 salle Gaveau, sous la direction de Louis Hasselmans à la tête des concerts portant son nom,.

## Discographie
- Symphonies 2 et 4 - Orchestre symphonique de Moscou, dir. Antonio de Almeida (1994, Marco Polo/Naxos 8.223478) (OCLC 643626876)